# Jizerská padesátka

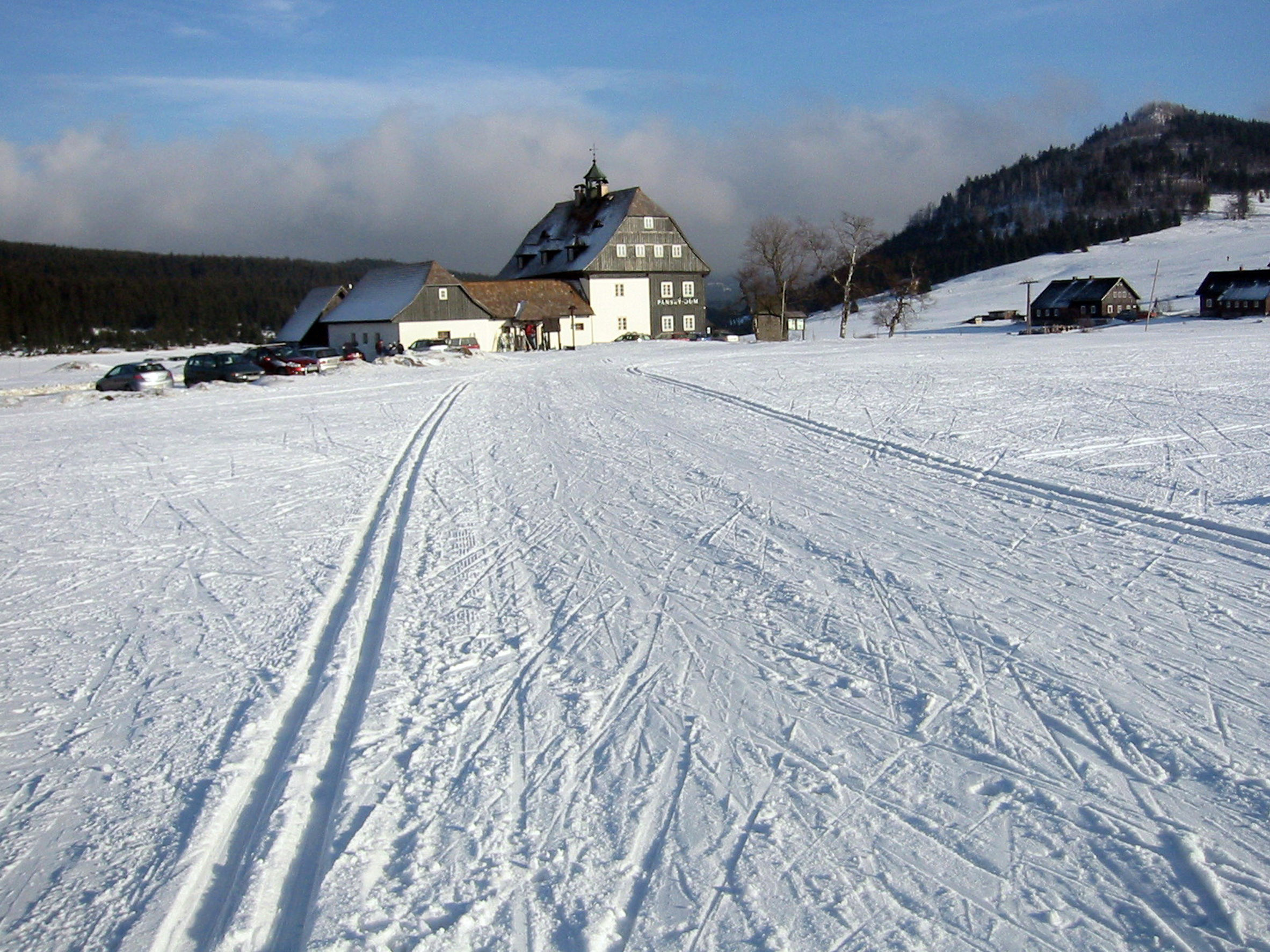
Trasa biegu

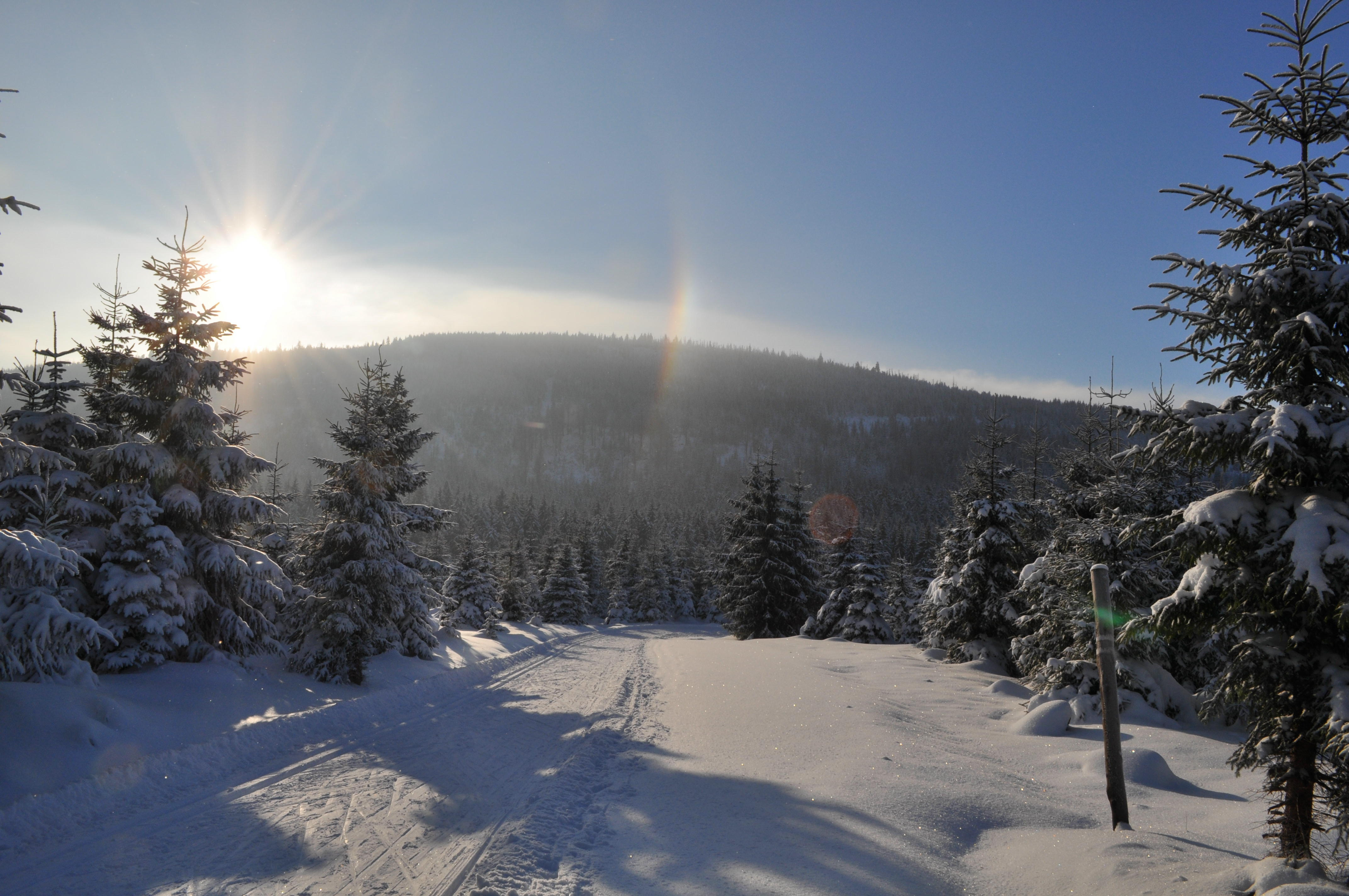
Góra Izera

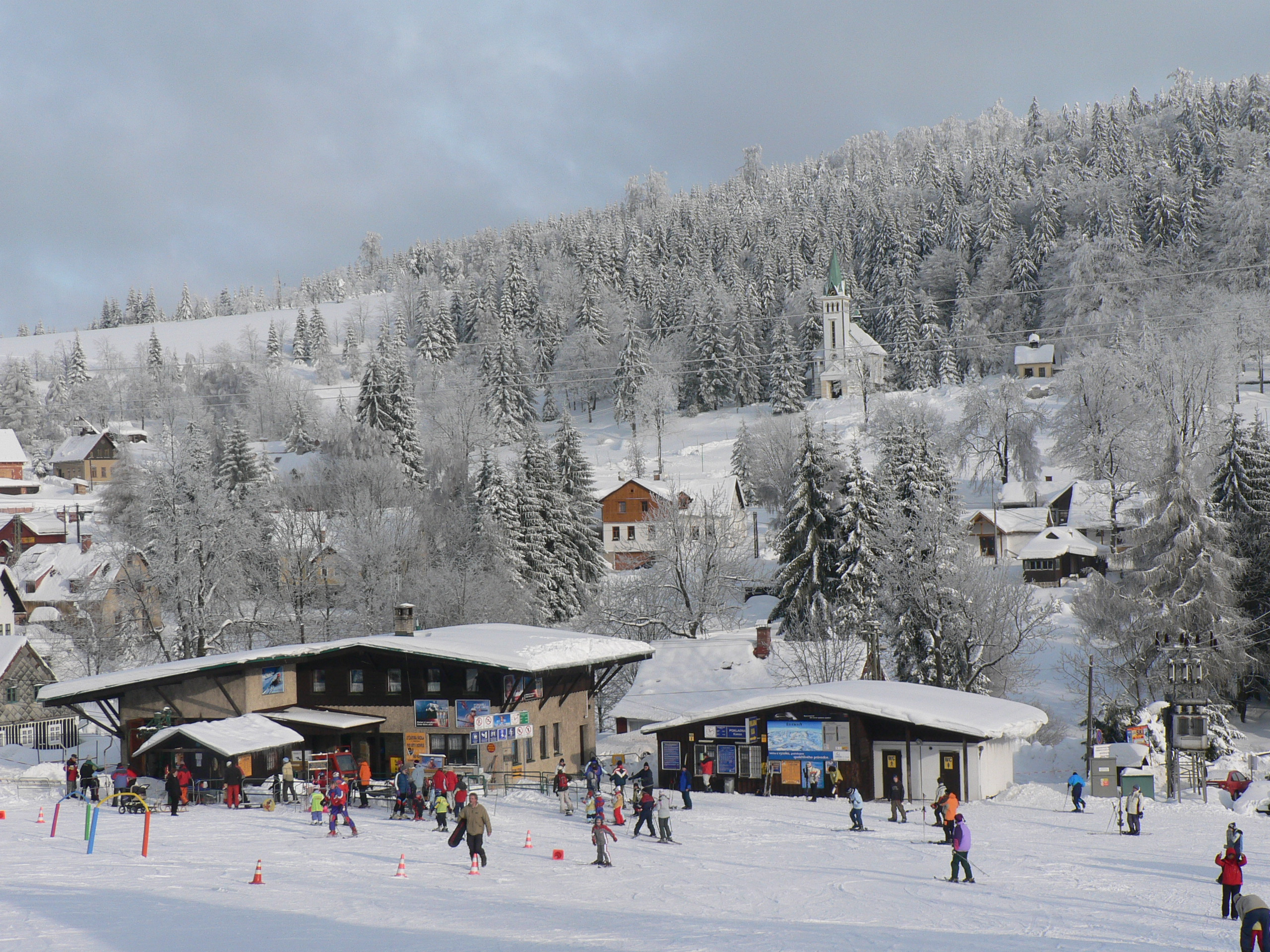
Ośrodek narciarski w Bedřichovie

Jizerská Padesátka – długodystansowy bieg narciarski, rozgrywany co roku w pierwszej połowie stycznia, w północnej części Czech, w Górach Izerskich. Start i meta biegu znajduje się w Bedřichovie, a trasa prowadzi między innymi przez wsie Izerka i Kořenov oraz podnóżami góry Izery. Bieg ten od 1999 roku należy do cyklu Worldloppet, a od 2003 roku do FIS Marathon Cup.
Pierwsza edycja biegu miała miejsce w 1968 roku, udział w biegu wzięło 52 uczestników. Bieg powstał z inicjatywy klubu TJ Lokomotiva Liberec jako forma treningu dla czechosłowackich himalaistów przygotowujących się do wyprawy. Pierwszym zwycięzcą został członek klubu organizującego – Josef Driml. Podczas trzeciej edycji biegu, w 1970 roku, wystąpiło piętnastu czechosłowackich wspinaczy: Ivan Bortel, Arnošt Černík, Milan Černý, Vilém Heckel, Jiří Jech, Valerián Karoušek, Jaroslav Krecbach, Miloš Matras, Ladislav Mejsnar, Milan Náhlovský, Bohumil Nejedlo, Zdeněk Novotný, Jiří Rasl, Svatopluk Ulvr i Václav Urban. Cztery miesiące później – 31 maja 1970 roku cała ta grupa zginęła w lawinie na zboczach szczytu Huascarán w peruwiańskich Andach. Czwarta edycja Jizerskiej Padesátki została rozegrana jako Memoriał Ekspedycji Peru 70. Spowodowało to wzrost popularności biegu, w którego dziesiątej edycji wzięło udział już 7 863 biegaczy. Obecnie liczba startujących ograniczana jest limitem.
Najwięcej zwycięstw z rzędu odniósł reprezentujący Czechosłowację Jiří Beran, który był najlepszy w latach 1985–1987. W latach 1988, 1990, 1998, 2007 i 2014 zawody odwoływano z powodu braku śniegu.

## Lista zwycięzców od 2000 roku
| Rok  | Mężczyźni               | Czas          | Kobiety                  | Czas          |
| ---- | ----------------------- | ------------- | ------------------------ | ------------- |
| 2000 | Stanislav Řezáč         | 2:26:59 h     | Lucie Kareisová          | 2:59:16 h     |
| 2001 | Stanislav Řezáč         | 2:01:56 h     | Jana Honskušová          | 2:19:22 h     |
| 2002 | Raul Olle               | 2:07:24 h     | Kamila Horáková-Bořutová | 2:37:31 h     |
| 2003 | Oskar Svärd             | 2:10:08 h     | Lara Peyrot              | 2:37:27 h     |
| 2004 | Oskar Svärd             | 2:11:26 h     | Cristina Paluselli       | 2:32:51 h     |
| 2005 | Karl Gunnar Skjønsfjell | 2:03:00 h     | Cristina Paluselli       | 2:24:27 h     |
| 2006 | Marco Cattaneo          | 2:12:09 h     | Cristina Paluselli       | 2:32:39 h     |
| 2007 | Bieg odwołany           | Bieg odwołany | Bieg odwołany            | Bieg odwołany |
| 2008 | Anders Aukland          | 2:12:32 h     | Jenny Hansson            | 2:35:07 h     |
| 2009 | Marco Cattaneo          | 2:12:04 h     | Jenny Hansson            | 2:40:14 h     |
| 2010 | Oskar Svärd             | 2:14:40 h     | Sandra Hansson           | 2:29:26 h     |
| 2011 | Anders Aukland          | 2:05:40 h     | Sandra Hansson           | 2:36:49 h     |
| 2012 | Stanislav Řezáč         | 2:21:49 h     | Sara Svendsen            | 2:42:19 h     |
| 2013 | Anders Aukland          | 2:12:19 h     | Wałentyna Szewczenko     | 2:36:15 h     |
| 2014 | Bieg odwołany           | Bieg odwołany | Bieg odwołany            | Bieg odwołany |
| 2015 | Morten Eide Pedersen    | 1:46:29,9 h   | Kateřina Smutná          | 2:06:34,3 h   |
| 2016 | Petter Eliassen         | 2:12:35,7 h   | Britta Johansson Norgren | 2:38:27,0 h   |
| 2017 | Morten Eide Pedersen    | 1:55:53,1 h   | Kateřina Smutná          | 2:17:34,8 h   |
| 2018 | Morten Eide Pedersen    | 2:05:27,8 h   | Britta Johansson Norgren | 2:26:47,9 h   |
| 2019 | Andreas Nygaard         | 2:08:09 h     | Lina Korsgren            | 2:27:22 h     |
| 2020 | Andreas Nygaard         | 2:59:08,2 h   | Britta Johansson Norgren | 2:16:21,3 h   |
| 2021 | Emil Persson            | 2:02:27,9 h   | Lina Korsgren            | 2:18:39,4 h   |
| 2022 | Andreas Nygaard         | 1:56:20,7 h   | Ida Dahl                 | 2:12:25,3 h   |
| 2023 | Kasper Stadaas          | 2:05:50,0 h   | Magni Smedås             | 2:28:44,7 h   |
| 2024 | Bieg odwołany           | Bieg odwołany | Bieg odwołany            | Bieg odwołany |
| 2025 | Ole Jørgen Bruvoll      | 1:51:16,3 h   | Anikken Gjerde Alnæs     | 2:09:24,2 h   |